# Барр'єр
Ба́рр'єр (Barrier) — острови, що лежать за 90 км від східного узбережжя півострова Окленд та за 15 км на північ від півострова Коромандел Північного острова Нової Зеландії. Від Північного острова їх відокремлюють протоки Джелліко та Колвілл.
Архіпелаг складається з одного великого острова — Грейт-Барр'єр (Аотеа), 3 малих — Літтл-Барр'єр (Хаутуру), Селвін (Каїкоура), Арід (Ракіту), та низки дрібних островків.
Найвища точка островів — гора Хаутуру на острові Літтл-Барр'єр з висотою 722 м. Найбільший же острів має висоту всього 621 м. Острови вулканічного походження, сформувались 1-1,5 млн років тому.

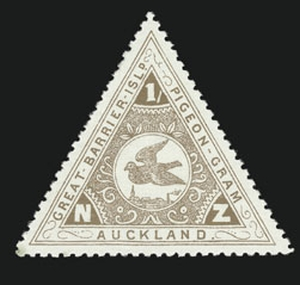
Марка голубиної пошти

Острови стали першими у Новій Зеландії, де запрацювала голубина авіапошта. 1897 року перший голуб подолав шлях від архіпелагу до Окленда. Незабаром на острові запрацювало 2 компанії голубиної пошти. Але по прокладенні 1908 року телеграфного кабелю, авіапошта втратила свою значимість.